# Stikkontakt
 Der er for få eller ingen kildehenvisninger i denne artikel, hvilket er et problem. Du kan hjælpe ved at angive troværdige kilder til de påstande, som fremføres i artiklen.

En stikkontakt er typisk fastmonteret på eller i væggen, som er udstyret med udtag, hvori en ledning med stik kan tilsluttes. I Danmark bruges kontakter med 230 volt.
Ofte sidder der øverst en afbryder, der kan vippes, trykkes ind eller drejes, og under denne sidder der to huller (230 V), tre huller (230 V med jordforbindelse).
Lauritz Knudsen har 95 % af markedet, de resterende 5 procent udgøres af mindre udbydere, heraf er den største L-team.
Siden 1. juli 2008 har franske stikdåser med pindjord (IEC type E, CEE 7/5) været tilladt i Danmark; og siden 15. november 2011 har tyske Schuko-stikdåser med sidejord (IEC type F, CEE 7/3) været tilladt. Ikke alle kan dog blive godkendte i Danmark, de skal bl.a. være udstyret med børnesikring.
| |
| Schuko-stikprop CEE 7/4, Schuko-stikdåse CEE 7/3, fransk stikdåse CEE 7/5 med pindjord, fransk stikprop CEE 7/6 og kombistik CEE 7/7, som næsten helt har afløst CEE 7/6 og CEE 7/4. Kombistikprop CEE 7/7 får jordforbindelse, når den sættes i en stikdåse CEE 7/3 med sidejord eller CEE 7/5 med pindjord; derimod er den uden jordforbindelse i en traditionel dansk stikdåse. |

| |  |
| Fælleseuropæiske stikpropper uden jord, flad CEE 7/16-II til max. 2,5 A og rund CEE 7/17, som kan være op til max. 16 A. |  |